# DFK Dainava
Denne side handler om klubben grundlagt i 2016. For klubben, der var kendt som FK Dainava fra Alytus, se FK Dainava Alytus (2011).
DFK Dainava er en litauisk fodboldklub fra Alytus.
Holdets farver er rød og blå. Klubben har hjemmebane på Alytaus central stadion (kapacitet 3.000).

## Titler

### Nationalt
- Pirma lyga (D2)
  - Vindere (1): 2022
  - Andenplads (1): 2018

## Historiske slutplaceringer
| Sæson | Niveau | Liga       | Placering | Kilde  |
| ----- | ------ | ---------- | --------- | ------ |
| 2016  | 2.     | Pirma lyga | 9.        | [ 2 ]  |
| 2017  | 2.     | Pirma lyga | 4.        | [ 3 ]  |
| 2018  | 2.     | Pirma lyga | 2.        | [ 4 ]  |
| 2019  | 2.     | Pirma lyga | 4.        | [ 5 ]  |
| 2020  | 2.     | Pirma lyga | 6.        | [ 6 ]  |
| 2021  | 1.     | A lyga     | 9.        | [ 7 ]  |
| 2022  | 2.     | Pirma lyga | 1.        | [ 8 ]  |
| 2023  | 1.     | A lyga     | 8.        | [ 9 ]  |
| 2024  | 1.     | A lyga     | 4.        | [ 10 ] |
| 2025  | 1.     | A lyga     | .         | [ 11 ] |

## Klub farver
- Rød og blå.

| DFK Dainava          | DFK Dainava       |
| Bane farver          | Bane farver       |
| -------------------- | ----------------- |
| 2016–2018 Hjemmebane | 2016–2018 Udebane |
| 2019–2020 Hjemmebane | 2019–2020 Udebane |

## Nuværende trup
Oversigten er opdateret til og med 17. mai 2025
| Nr. | Land     | Position | Spiller                               |
| --- | -------- | -------- | ------------------------------------- |
|     | Georgien | FO       | Nikoloz Chikovani (fra FK Liepaja) ✔️ |
| 6   | Litauen  | MI       | Renatas Banevičius                    |
| 7   | Ukraine  | AN       | Artem Baftalovskyi                    |
| 24  | Litauen  | FO       | Naglis Paliušis                       |
| 28  | Letland  | MM       | Klavs Lauva                           |

| Nr. | Land    | Position | Spiller             |
| --- | ------- | -------- | ------------------- |
| 29  | Litauen | MI       | Gustas Zabita       |
| 30  | Litauen | FO       | Oskaras Lukošiūnas  |
| 77  | Litauen | MM       | Airidas Mickevičius |
| 75  | Litauen | MI       | Ernestas Stočkūnas  |
|     | Litauen | MI       | Dominykas Kodz ✔️   |
| 13  | Senegal | MI       | Cheikh Faye         |

## Trænere
- Ričardas Grigaliūnas (2016)
- Darius Gvildys (2016–2017)
- Donatas Vencevičius (2018)
- Kim Rønningstad (2019) [12]
- Fabio Mazzone (siden 24 august 2020 – april 2021)[13]
- Tomas Ražanauskas (siden 21 april 2021)[14]
- Mattiew Silva (januar 2022 – maj 2022)[15]
- Siarhei Kuznetsov (maj 2022 – maj 2025)